# 露西·伯恩
露西·伯恩（英語：Lucy Burns，1879年7月28日—1966年12月22日），美國女性參政和女權提倡者。她和她的好友艾麗斯·保羅共同建立了全國婦女黨，推動美國聯邦政府立法通過女性參政的權力。